# Villtjärnen (Burträsks socken, Västerbotten)
Villtjärnen är en sjö i Skellefteå kommun i Västerbotten och ingår i Rickleåns huvudavrinningsområde.